# Александр Виндзор, граф Ольстерский
Александр Виндзор, граф Ольстерский (англ. Alexander Windsor, Earl of Ulster; родился 24 октября 1974, Лондон, Великобритания) — член британского королевского дома, правнук короля Георга V, сын принца Ричарда, герцога Глостерского, наследник его титула.

## Биография
Александр Виндзор родился в 1974 году в Лондоне, в госпитале Святой Марии. Он стал единственным сыном принца Ричарда, герцога Глостерского, и Биргитты ван Дёрс. По прямой мужской линии Александр принадлежит к старшей ветви рода Виндзоров, потомков королевы Виктории и Альберта Саксен-Кобург-Готского. На момент рождения он был 19-м в порядке британского престолонаследия, но к 2025 году переместился на 33-ю позицию. У Александра есть две младших сестры, Давина (родилась в 1977 году) и Роуз (родилась в 1980 году).
Александр получил титул учтивости граф Ольстерский. Его часто называют просто Алекс Ольстер. Принц получил образование в Итонском колледже, Королевском колледже в Лондоне и Королевском военном колледже в Сандхёрсте. С 1998 года он служит в гусарском полку.
Александр Виндзор женат с 22 июня 2002 года на Клэр Бут, дочери Роберта Бута и Барбары Хитчен. В этом браке родились двое детей:
- Ксан Ричард Андерс, лорд Каллоден (родился 12 марта 2007)[8][9].
- Козима Роуз Александра, леди Виндзор (родилась 20 мая 2010)[10].